# Théorie du cygne noir
 (juillet 2015).
Si vous disposez d'ouvrages ou d'articles de référence ou si vous connaissez des sites web de qualité traitant du thème abordé ici, merci de compléter l'article en donnant les références utiles à sa vérifiabilité et en les liant à la section « Notes et références ».
Pour les articles homonymes, voir Cygne noir (homonymie).

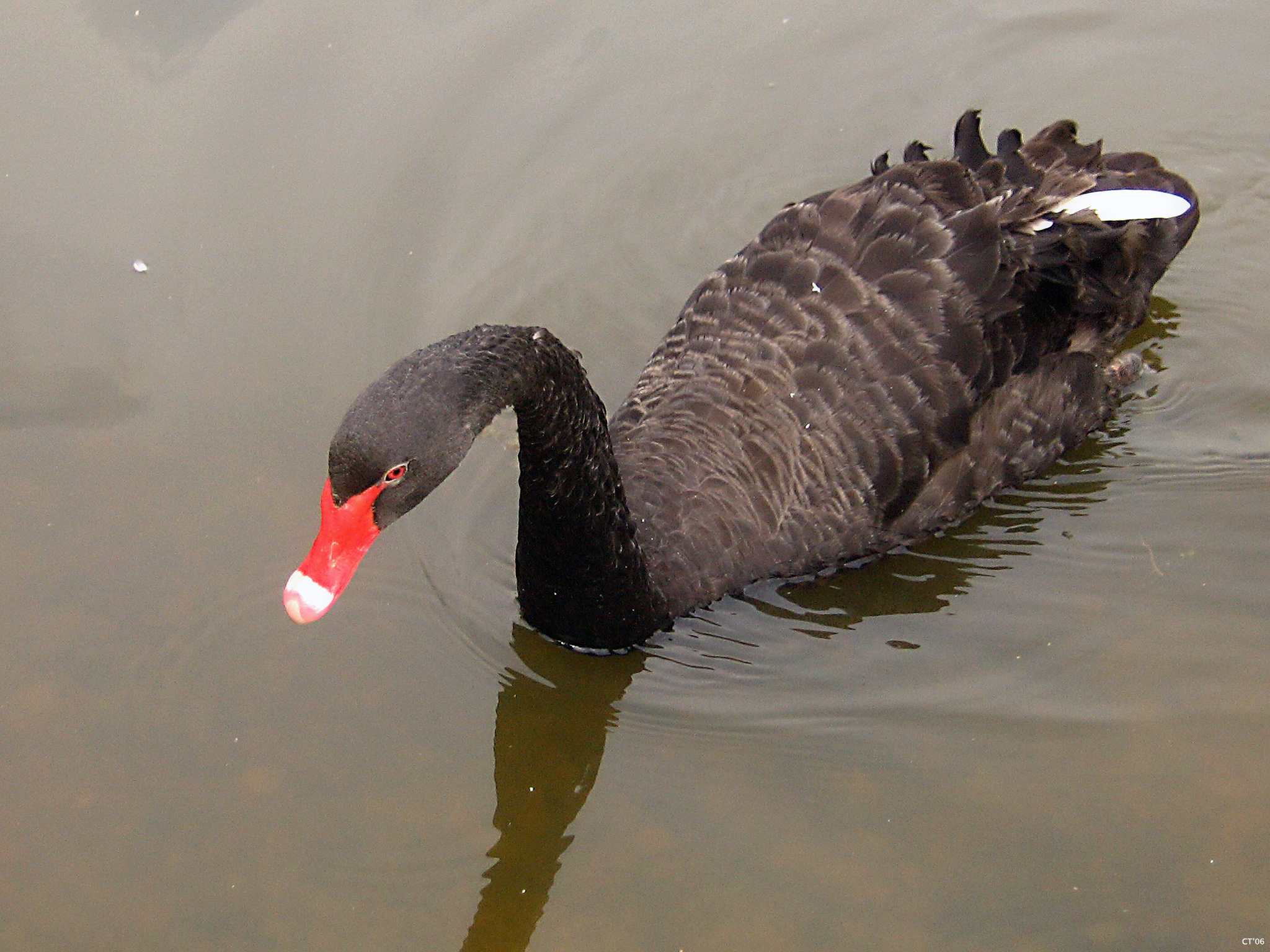
Un cygne noir, de l'espèce Cygnus atratus, qui est resté non documenté jusqu'au XVIIIe siècle.

La théorie du cygne noir, développée par le statisticien Nassim  Taleb, notamment dans son essai Le Cygne noir : la puissance de l'imprévisible, est une théorie selon laquelle on appelle cygne noir un certain événement imprévisible qui a une faible probabilité de se dérouler (appelé « événement rare » en théorie des probabilités) et qui, s'il se réalise, a des conséquences d'une portée considérable et exceptionnelle. Taleb a, dans un premier temps, appliqué cette théorie à la finance. En effet, les événements rares y sont souvent sous-évalués en matière de prix.
Cette théorie a été utilisée par Nassim Taleb pour expliquer :
1. Le rôle disproportionné d’événements majeurs rares et extrêmement difficiles à prédire, qui sont hors des attentes normales en histoire, science, finance ou technologie.
2. L'impossibilité de calculer la probabilité de ces événements rares à l'aide de méthodes scientifiques (due à la nature même des très faibles probabilités).
3. Les biais cognitifs qui rendent les gens aveugles, individuellement et collectivement, à l'incertitude et au rôle massif des événements rares dans l'histoire.

Contrairement au « problème du cygne noir » (cf. Problème de l'induction) en philosophie, plus vaste, la « théorie du cygne noir » de Taleb concerne uniquement les événements imprévus à grandes conséquences et leur rôle dominant dans l'histoire. Ces événements, considérés comme des données aberrantes extrêmes, jouent collectivement un rôle bien plus important que les faits ordinaires. Plus techniquement, dans la monographie scientifique Silent Risk (risque silencieux), Taleb décrit le problème du cygne noir comme « échappant à l'utilisation des métaprobabilités dégénérées »

## Notion historique de «cygne noir»
L'expression « cygne noir » est utilisée au moins depuis l'époque de l'écrivain latin Juvénal (Satire VI), qui utilise l'expression « rara avis in terris nigroque simillima cygno » (« un oiseau rare dans le pays, rare comme un cygne noir »). On pensait alors qu'il n'existait pas de cygne noir. L'importance de la métaphore est qu'elle constitue une analogie montrant la fragilité des systèmes de pensée. Un ensemble de conclusions est potentiellement réfuté dès que l'un de ses postulats fondamentaux est réfuté. En l'occurrence, l'observation d'un seul cygne noir pourrait réfuter la logique d'un système de pensée, ainsi que n'importe quel raisonnement qui suivait la même logique sous-jacente.
La phrase de Juvénal était une expression commune à Londres au XVIe siècle et était utilisée comme une déclaration d'impossibilité. L'expression de Londres est dérivée d'une supposition de l'Ancien Monde déclarant que tous les cygnes doivent être blancs car tous les témoignages historiques rapportaient qu'ils avaient les plumes blanches. Dans ce contexte, un cygne noir était impossible, ou au moins inexistant.
Néanmoins, en 1697, des explorateurs néerlandais menés par Willem de Vlamingh devinrent les premiers Européens à voir des cygnes noirs, en Australie Occidentale. Le terme a ensuite évolué pour désigner l'idée qu'une impossibilité théorisée pouvait ensuite être réfutée. Taleb note qu'au XIXe siècle, John Stuart Mill utilisa l'expression cygne noir comme un nouveau terme pour illustrer la notion de réfutation[réf. non conforme].

## Cygnes noirs
Les cygnes noirs furent examinés par Nassim Taleb en 2001 dans son livre Le hasard sauvage, qui concerne les événements financiers. Six ans plus tard, son livre Le Cygne Noir étend la métaphore aux événements extérieurs au marché financier. Taleb voit presque toutes les découvertes scientifiques majeures, les événements historiques et accomplissements artistiques comme des « cygnes noirs ». Comme exemples de cygnes noirs, il cite Internet, l'ordinateur personnel, la Première Guerre mondiale, la chute de l'URSS et les attentats du 11 septembre 2001.
Taleb est vu comme une des rares personnes ayant anticipé la crise de 2008, crise qui contribua au succès de son livre sorti un an plus tôt. La crise sanitaire de 2020 est l'occasion pour plusieurs magazines de mentionner le concept de cygne noir pour s'interroger si celui-ci s'applique à la pandémie,,,,,.

### Identifier un cygne noir
Les 3 critères définis par l'auteur sont :
1. l'événement est une surprise (pour l'observateur) ;
2. l'événement a des conséquences majeures ;
3. après le premier exemple de cet événement, il est rationalisé a posteriori, comme s'il avait pu être attendu. Cette rationalisation rétrospective vient du fait que les informations qui auraient permis de prévoir l'événement étaient déjà présentes, mais pas prises en compte par les programmes d'atténuation du risque. La même chose est vraie pour la perception des individus.

## Résumé
Un cygne noir est l'illustration d'un biais cognitif,. Si l'on ne croise et n'observe que des cygnes blancs, on aura vite fait de déduire par erreur que tous les cygnes sont blancs. C'est ce qu'ont longtemps cru les Européens avant de faire la découverte de l'existence des cygnes noirs en Australie. En réalité, seule l'observation de tous les cygnes existants pourrait nous donner la confirmation que ceux-ci sont bien toujours blancs. Cependant, prendre le temps et les moyens d'observer tous les cygnes de la Terre avant de confirmer qu'ils sont tous blancs n'est pas envisageable. Il paraît préférable de faire la supposition hâtive qu'ils sont blancs, dans l'attente de voir la théorie infirmée par l'observation d'un cygne d'une autre couleur. Ainsi construisons-nous des raisonnements à partir d'informations incomplètes, ce qui nous conduit à aboutir à des conclusions erronées.
Cette expression proviendrait de David Hume. Il est difficile de conclure à partir de faits observables seulement, il suffirait d'une seule observation contraire pour tout infirmer : « […] Hume se demande combien de cygnes blancs il faut observer avant d'en inférer que tous les cygnes sont blancs et qu'il n'existe aucun cygne noir. Des centaines, des milliers ? Nous l'ignorons. ». 
Paradoxalement, plus nous accumulons d'informations sujettes à ce biais, plus nous sommes susceptibles de voir ces informations infirmées par l'apparition d'un « cygne noir » totalement imprévisible. Dès lors, toute prévision du futur et projection de probabilités apparaissent comme une supercherie, et ne font que renforcer l'impact de ces « cygnes noirs ».
Dans Le Cygne noir, Taleb illustre son propos par l'exemple tiré des travaux de Bertrand Russell d'une dinde (dite inductiviste) que l'on nourrit chaque jour de son existence dans le but de la manger à Noël. De son point de vue, la dinde se fait une idée de la vie qui se résume à « on va me nourrir tous les jours jusqu'à ma mort naturelle, et cela ne changera jamais. » Chaque jour qui passe semble confirmer cette prévision mais la rapproche paradoxalement du « cygne noir » de son exécution la veille de la fête.

## Dans la culture populaire
- Le Cygne noir est, dans le livre Gardiens des cités perdues, le nom d'une organisation qui porte ce nom pour les mêmes raisons qu'on appelle certain évènement réels "Cygne noir".
- La chaîne internet Thinkerview fait référence à la théorie du cygne noir avec son logo[16] .